# Departamento de Transporte de Virginia Occidental
El Departamento de Transporte de Virginia Occidental (en inglés: West Virginia Department of Transportation, WVDOT) es la agencia estatal gubernamental encargada en la construcción y mantenimiento de toda la infraestructura ferroviaria, carreteras estatales; así como sus autopistas federales, locales e interestatales, y transporte aéreo del estado de Virginia Occidental. La sede de la agencia se encuentra ubicada en Charleston, Virginia Occidental y su actual director es Paul A. Mattox, Jr.